# クリスティアン・フェルナンデス
クリスティアン・フェルナンデス（Christian Fernández Salas, 1985年10月15日 - ）は、スペイン・サンタンデール出身の元サッカー選手。現役時代のポジションはDF（左サイドバック）。

## 経歴
地元のサッカークラブであるラシン・サンタンデールの下部組織出身で、2007年1月7日、レバンテUD戦でデビューした。そのシーズンは9試合に出場した。初得点は、5-4で勝利したホームでのアスレティック・ビルバオ戦である。2008年1月、UDラス・パルマスにレンタル移籍した。2008-09シーズンはラシン・サンタンデールに復帰し、開幕から5試合は先発出場したが、結局10試合の出場に終わった。
2012年7月9日、UDアルメリアに移籍した。
2014年2月7日、D.C. ユナイテッドに移籍した。
2014年7月6日、UDラス・パルマスに復帰した。
2015年8月6日、SDウエスカにレンタル移籍した。
2016年7月7日、レアル・オビエドに移籍した。
2022年7月14日、CFフエンラブラダに1年契約で移籍した。